# Maritta Politz
Maritta Politz (Mosigkau, 18 mei 1950) is een atleet uit Duitsland.
Politz werd in 1972 Oost-Duits nationaal kampioene 800 meter indoor, outdoor werd ze tweede op de nationale kampioenschappen.
Op de Olympische Zomerspelen van München in 1972 liep ze de 800 meter, ze werd vijfde in de eerste heat, in een tijd van 2:02.40.

## Persoonlijk record
- 800 meter: 1:59,9 (1973)

## Privé
Politz was getrouwd met marathonloper Waldemar Cierpinski.